# 梅尔·达根

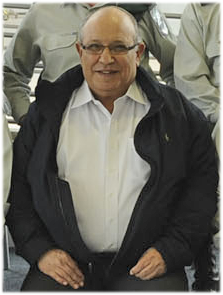
梅尔·达根

梅尔·达根（1945年1月30日—2016年3月17日），以色列军事指挥官，以色列情報特務局（俗稱摩萨德）的前任局长。生于苏联时期的新西伯利亚，1950年移民以色列。他曾参加1967年“六日战争”和1982年黎巴嫩战争。2002年至2011年担任摩萨德局长。